# Thạch Phá Thiên

Thạch Phá Thiên, bìa sách "Hiệp khách hành" tiếng Việt của nxb Văn học

Thạch Phá Thiên (石 破 天, Shi Potian) là nhân vật chính trong bộ tiểu thuyết Hiệp khách hành của nhà văn Trung Quốc Kim Dung. Nhân vật này khi mới xuất hiện có tên là Cẩu Tạp Chủng (chó lộn giống - cái tên do bà mẹ nuôi Mai Phương Cô gọi) và sau đó được bang Trường Lạc "gán" cho cái tên là Thạch Phá Thiên (thực chất ban đầu là danh xưng của Thạch Trung Ngọc) và từ đó trở nên quen thuộc với cái tên Thạch Phá Thiên. Thạch Phá Thiên có hình dáng bên ngoài giống hệt với người anh em của mình là Thạch Trung Ngọc nên vô tình bị vướng vào hàng loạt rắc rối, ân oán giang hồ do Thạch Trung Ngọc gây ra, nhưng cũng nhờ đó đã học được võ công tuyệt thế và được cả giang hồ kính trọng nhờ bản tính thật thà, trung hậu và hào hiệp của mình. Ngoài ra Thạch Phá Thiên còn có tên khác là Sử Ức Đao (do sư phụ Sử Tiểu Thúy đặt).

## Tuổi thơ với A Hoàng, Mai Phương Cô: Cẩu Tạp Chủng
Nhân vật chính trong tiểu thuyết Hiệp khách hành lần đầu xuất hiện ở hồi thứ nhất tại Hầu Giám Tập dưới bộ dạng một đứa bé ăn xin. Cậu ta vô tình nhặt được huyền thiết lệnh của Ma thiên cư sĩ Tạ Yên Khách và bị Tạ Yên Khách mang đi, qua cuộc phiêu lưu với Tạ Yên Khách, cuộc sống tuổi thơ dần được tiết lộ. Cậu ta sống với mẹ (Mai Phương Cô) ở trên núi với một "người bạn" khác là con chó nhỏ A Hoàng. Mẹ cậu ta gọi cậu ta là Cẩu Tạp Chủng, một cái tên rất xấu. Suốt quãng đời tuổi thơ, Cẩu Tạp Chủng không biết ai ngoài mẹ và con chó A Hoàng. Cẩu Tạp Chủng có một tâm hồn vô cùng trong sáng, lương thiện, và cũng rất hào hiệp, dù bà mẹ luôn chửi mắng nhưng vẫn luôn yêu thương mẹ mình. Một lần, Mai Phương Cô bỏ đi và cậu ta đã đi tìm, do đó bị lạc vào tay Tạ Yên Khách.
Sau này, qua những cuộc phiêu lưu của Cẩu Tạp Chủng, người đọc đều nhận ra rằng, Cẩu Tạp Chủng chính là Thạch Trung Kiên - con trai của Thạch Thanh và Mẫn Nhu. Trong quá khứ, Mai Phương Cô yêu Thạch Thanh đến mức cuồng si mà không được Thạch Thanh đáp lại do ông ta yêu Mẫn Nhu. Mai Phương Cô đã trở thành ghen tuông thù hận, cướp đứa con nhỏ (mới sinh) thứ hai của Mẫn Nhu và khi quay lại thì vứt trả vợ chồng Thạch Thanh một đống thịt bầy nhầy, để lại một mối thù hận cho vợ chồng Thạch Thanh. Trong khi vợ chồng Thạch Thanh cho rằng con mình đã chết (và sau đó vất vả tìm kiếm huyền thiết lệnh để nhờ Tạ Yên Khách báo thù mà không thành), thì thực chất Mai Phương Cô đã không giết đứa trẻ mà nuôi nấng nó, nhưng để trả thù, nàng luôn đối xử tệ với đứa trẻ và gọi tên là Cẩu Tạp Chủng để chửi vợ chồng Thạch Thanh.

## Thạch Phá Thiên và bang Trường Lạc
Do mối lo sợ diệt bang từ huyền thoại về đảo Hiệp khách, bang Trường Lạc đứng đầu là Bối Hải Thạch đã dùng Thạch Trung Ngọc, một thanh niên trẻ (con của Thạch Thanh) ham chơi bời, dâm ô, làm Bang chủ để thay họ chịu nạn. Sau một thời gian gây hàng loạt oán thù (giết người, hãm hiếp phụ nữ...), Thạch Trung Ngọc đã nhận ra mối nguy hiểm của mình và đã bỏ trốn. Trong khi tìm kiếm Thạch Trung Ngọc, họ đã nhận ra Cẩu Tạp Chủng đang ở cùng Tạ Yên Khách giống hệt Bang chủ của mình. Dù biết đây không phải là Thạch Trung Ngọc, Bối Hải Thạch vẫn lập mưu cướp Cẩu Tạp Chủng (lúc đó đang bị tẩu hỏa nhập ma do đồng thời luyện hai thứ thần công Âm-Dương đối nghịch) từ tay Tạ Yên Khách về và tôn làm Bang chủ. Nhờ có sự chạy chữa của bang Trường Lạc, Cẩu Tạp Chủng thoát khỏi tẩu hỏa nhập ma và trở thành người có nội công thượng thừa, nhưng chàng không thể hiểu tại sao mình lại được gọi là "Thạch Phá Thiên", là Bang chủ của bang Trường Lạc. Người trong bang nhất nhất nói rằng chàng bị mất trí nhớ do tẩu hỏa nhập ma. Và từ đây, chàng mang tên là Thạch Phá Thiên - cái tên này do Thạch Trung Ngọc tự nhận khi còn ở bang Trường Lạc, và bị ép thành Bang chủ của bang Trường Lạc.

## Thạch Phá Thiên với Đinh Đang, và tình yêu với A Tú
Trong quá khứ, khi còn lang thang, Thạch Trung Ngọc đã hẹn ước với một cô gái tên là Đinh Đinh Đang Đang, cháu gái của một nhân vật kỳ quái tên là Đinh Bất Tam. Khi nhìn thấy Thạch Phá Thiên ở bang Trường Lạc, cô đã nhầm đây là người yêu của mình và rủ chàng đi trốn. Choáng ngợp trước vẻ đẹp của cô, và cùng với sự thật thà của mình, Thạch Phá Thiên đã trốn đi và chuẩn bị cưới Đinh Đang nhưng không thành do lời cầu khẩn quay lại của bang Trường Lạc. Trở lại Trường Lạc, Thạch Phá Thiên bị nhóm Bạch Vạn Kiếm, con trai của Chưởng môn phái Tuyết Sơn bắt đi (do nhầm tưởng chàng với Thạch Trung Ngọc - đồ đệ cũ của phái Tuyết Sơn đã từng toan cưỡng dâm con gái của Bạch Vạn Kiếm, gây ra sự mâu thuẫn trong phái Tuyết Sơn) để mang về Tuyết Sơn trị tội. Trên đường đi, Đinh Bất Tam do nhận lời cầu khẩn của cháu gái đã cứu Phá Thiên. Nhưng trên đường đi, do chê Phá Thiên ngốc nghếch và không biết võ công, ông ta định giết Phá Thiên thì Đinh Đang nhanh tay vứt Phá Thiên để giải cứu, vô tình đưa Thạch Phá Thiên lên hoang đảo gặp Sử Tiểu Thúy và Bạch A Tú.
Khi vô tình thoát khỏi tay Đinh Bất Tam, Thạch Phá Thiên vô tình rơi vào thuyền của bà cháu Sử Tiểu Thúy và Bạch A Tú, lúc đó đang bị tẩu hỏa nhập ma. Chàng dùng võ công (do Sử Tiểu Thúy chỉ điểm) đánh bại Đinh Bất Tứ (em của Đinh Bất Tam) lúc đó đang quấy rối Sử Tiểu Thúy để bắt bà lên đảo Bích Loa (nhà của Bất Tứ). Cả ba dạt vào hoang đảo, ở đây, chàng đã cứu bà cháu A Tú khỏi bị tẩu hỏa nhập ma, trở thành đồ đệ của Sử Tiểu Thúy (đặt tên là Sử Ức Đao - đối nghịch với Vạn Kiếm của phái Tuyết Sơn). Cũng trong thời gian ở đây, chàng đã yêu A Tú, người từng bị Thạch Trung Ngọc cưỡng dâm (nhưng không thành) phải nhảy xuống vực tự vẫn (nhưng được Sử Tiểu Thúy cứu). Bà cháu A Tú giận Bạch Tự Tại mắc bệnh hoang tưởng nên đi chu du giang hồ. Mặc dù ngoại hình Phá Thiên giống hệt Thạch Trung Ngọc, nhưng chỉ có bà cháu A Tú đã nhận ra sự khác biệt giữa hai người qua đôi mắt trong sáng và tấm lòng nhân hậu. A Tú đã yêu Phá Thiên, nhưng đột ngột cả A Tú và Sử Tiểu Thúy biến mất để Phá Thiên một mình trên hoang đảo. Ở đây, chàng đã dùng võ công mà Sử Tiểu Thúy dạy, đánh bại anh em nhà Bất Tam Bất Tứ, giải cứu Bạch Vạn Kiếm và đám đồ đệ Tuyết Sơn khỏi sự truy sát của hai người.

## Thạch Phá Thiên và bí mật đảo Hiệp khách
Vô tình, Thạch Phá Thiên gặp Trương Tam, Lý Tứ (là tên giả của hai sứ giả Thưởng thiện, Phạt ác từ đảo Hiệp khách đến) và cùng họ kết nghĩa anh em, uống rượu độc của họ mà thành nội công thượng thặng, cứu giúp hai sứ giả khỏi độc môn. Khi lang thang giang hồ, chàng gặp vợ chồng Thạch Thanh và họ đã nhận nhầm chàng là Thạch Trung Ngọc con họ (họ cho rằng chàng bị mất trí nhớ). Nhờ có vợ chồng Thạch Thanh chỉ điểm, Thạch Phá Thiên đã có võ công thượng thừa với nội công thâm hậu đã trở thành cao thủ số một võ lâm, qua đó hóa giải hàng loạt ân oán giang hồ mà Thạch Trung Ngọc đã gây ra trước kia. Và sự lẫn lộn giữa Thạch Phá Thiên và Thạch Trung Ngọc, cùng với âm mưu của bang Trường Lạc đã được làm sáng tỏ bởi hai người anh kết nghĩa Trương Tam, Lý Tứ. Thạch Phá Thiên được mọi người nhận ra và đã nhận lời ra đảo Hiệp khách sau khi đã giúp phái Tuyết Sơn giảng hòa nội bộ, trị bệnh hoang tưởng của Bạch Tự Tại bằng võ công, ước hẹn chung thân cùng A Tú, và yêu cầu Tạ Yên Khách dạy dỗ Thạch Trung Ngọc (đây là yêu cầu duy nhất của chàng với Ma Thiên cư sĩ bằng huyền thiết lệnh).

## Thạch Phá Thiên thật sự là con ai?
Đây là câu hỏi kết thúc tiểu thuyết mà Kim Dung cố tình để lại ở cuối truyện. Kết thúc truyện, Mai Phương Cô chết nhưng nhất định không chịu nói cho Thạch Phá Thiên biết mình là con ai, đồng thời cũng để lộ ra mình còn là trinh nữ qua dấu vết thủ cung sa trên cánh tay (chưa từng quan hệ tình dục tức là không thể có con). Qua toàn diễn biến của tiểu thuyết, người đọc có thể lờ mờ đoán ra Thạch Phá Thiên là con của Thạch Thanh và Mẫn Nhu sinh ra, bị Mai Phương Cô dùng vũ lực đoạt lấy nhưng không giết mà nuôi nấng. Tuy nhiên, Kim Dung đã để ngỏ câu trả lời này ở cuối truyện, tạo nên một nhân vật Thạch Phá Thiên - Cẩu Tạp Chủng - Sử Ức Đao rất độc đáo.

## Phim ảnh
Thạch Phá Thiên và tiểu thuyết Hiệp khách hành đã lên phim, đóng bởi Mạc Thiếu Thông, Lương Triều Vỹ, Ngô Kiện.